# Аринцы
Аринцы, арины — исчезнувший народ кетского происхождения, обитавший по среднему течению Енисея, в частности в районе Красноярска.

## Происхождение. Этноним
По-видимому, имеют древнее южносибирское происхождение, что подтверждается наличием развитого кузнечного ремесла, как у более южных племён железного века. Родственны кетам и другим енисейцам.
Слово «аринцы» происходит, по замечанию Г. Ф. Миллера, от тюркского слова «ара» — оса. В хакасском фольклоре отмечается, что в древности они были сильными и могучими, подобно тому, как рой ос преследует стадо, жалит и гонит, они также гнали, кололи и убивали многие народы. По хакасской мифологии, аринцы в древности были многочисленны и высокомерно относились к окружающим народам. На их прародине, около горы Кум-Тигей, обитало несметное количество змей. Аринцы, не пропуская ни одной, рубили их саблями. Змеиный царь (хак. — Чылан-хан) объявил аринцам войну, в ходе которой аринцы были практически истреблены. Подобный мифический сюжет о борьбе скифов со змеями и их гибели зафиксирован в истории Геродота.

## История

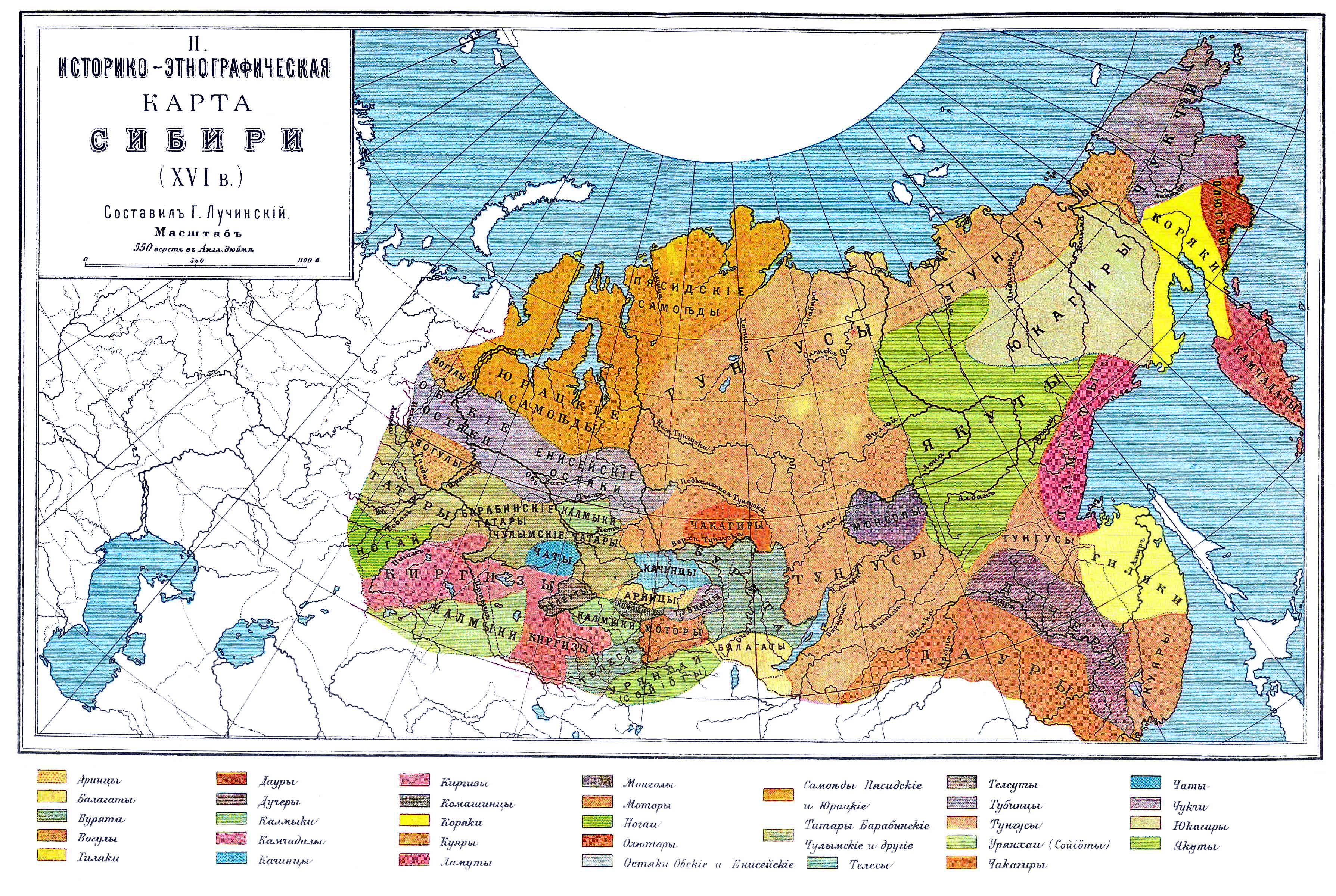
Аринцы в XVI веке на карте Г. Лучинского

Аринцы упоминаются как народ или племя в XVII—XVIII веках, и уже тогда — как древний исчезающий этнос. На рубеже XVI—XVII веков они вместе с близкородственными ястынцами проживали, кочуя, в районе современного Красноярска и его окрестностей: в районе почитаемой ими горы Кум-Тигей (и почти по всей территории города, включая оба берега Енисея и острова), в Сухобузимском, Емельяновском районах, и западнее до Кемчуга. С основанием Красноярского острога (1628) их кочевые угодья сократились. Самих аринцев в 1628 году насчитывалось 640 человек.
После основания в 1628 году Красноярского острога аринцы составили вместе с качинцами подгородную ясачную землицу под общим названием «красноярских татар». Подгородные аринцы были скотоводами и земледельцами. По своему внешнему виду, хозяйству и быту, социальной организации они не отличались от других кочующих племён. В XVIII веке часть аринцев перекочевала на юг и составила отдельный сеок в составе Татышева административного рода.
К XIX веку последние аринцы были ассимилированы тюрками, или обрусели. Часть их, тесно контактируя с качинцами, впоследствии, возможно, вошла в состав хакасов. Упоминаются как хакасский сеок (хак. аара) в составе качинской этнической субгруппы.

## Современность
В целом аринцы оставили значительный след в топонимике Красноярья. Им обязаны названиями река Бузим и село Арейское.
Собственно в Красноярске в честь аринского «князька», известного под тюркским именем Татыш, назван Татышев остров. С аринцами связаны названия улиц на севере города: Аринская и Абытаевская. По имени сына Татыша, Бугача, названы река, городской микрорайон и железнодорожная станция, а также пригородная деревня Бугачёво.